# Bergeltjärnen
Bergeltjärnen är en sjö i Strömsunds kommun i Ångermanland och ingår i Ångermanälvens huvudavrinningsområde. Sjön har en area på 0,0337 kvadratkilometer och ligger 260 meter över havet.

## Delavrinningsområde
Bergeltjärnen ingår i det delavrinningsområde (711665-151230) som SMHI kallar för Mynnar i Fjällsjöälvens vattendragsyta. Medelhöjden är 285 meter över havet och ytan är 3,07 kvadratkilometer. Räknas de 2 avrinningsområdena uppströms in blir den ackumulerade arean 22,54 kvadratkilometer. Tjocknäsbäcken som avvattnar avrinningsområdet har biflödesordning 3, vilket innebär att vattnet flödar genom totalt 3 vattendrag innan det når havet efter 193 kilometer. Avrinningsområdet består mestadels av skog (81 procent). Avrinningsområdet har 0,04 kvadratkilometer vattenytor vilket ger det en sjöprocent på 1,1 procent.